# Karol Morawski (lekarz)
Karol Dzierżykraj-Morawski herbu własnego (ur. 5 lutego 1877 w Krakowie, zm. 15 listopada 1960 w Zakopanem) – lekarz polski, działacz społeczny, przez większość życia związany z Zakopanem.

## Życiorys
Dyplom doktora wszech nauk lekarskich odebrał jako absolwent Wydziału Lekarskiego Uniwersytetu Jagiellońskiego w 1904 i w tymże roku osiadł w Zakopanem. Był pierwszym w Zakopanem specjalistą ginekologii i położnictwa, przeprowadzającym operacje. Poza prywatną praktyką w latach 1913–1939 pracował w miejscowym szpitalu, później był lekarzem ubezpieczalni społecznej. W szpitalu przeprowadził pierwszą w Zakopanem operację cesarskiego cięcia. Ogłosił artykuł W sprawie cięcia cesarskiego pozaotrzewnowego ("Przegląd Lekarski", 1910, nr 49). W 1950 został pierwszym kierownikiem Miejskiego Pogotowia Ratunkowego i mimo podeszłego wieku kierował nim przez kolejne siedem lat.
Znany w Zakopanem jako zaangażowany społecznik, Morawski zasiadał m.in. w zarządzie Biblioteki Publicznej (1912–1914), zarządzie stowarzyszenia Pomoc Bratnia (od 1912, wiceprezes), kierownictwie Klubu Zakopiańskiego (1923, był pierwszym prezesem tej instytucji o charakterze towarzyskim), Tymczasowej Komisji Uzdrowiskowej (dawna Komisja Klimatyczna; 1924, sekretarz). W latach 1926–1927, kiedy rozwiązano Tymczasową Komisję Uzdrowiskowa oraz Radę Gminną, był członkiem Rady Przybocznej komisarza rządu. W 1931 został wiceprzewodniczącym Zarządu Uzdrowiska. Przewodniczył także Towarzystwu Lekarzy w Zakopanem.
Zmarł w 1960 w Zakopanem po chorobie serca. Pochowany został na starym cmentarzu w Zakopanem (na Pęksowym Brzyzku) (kw. L-I-12).

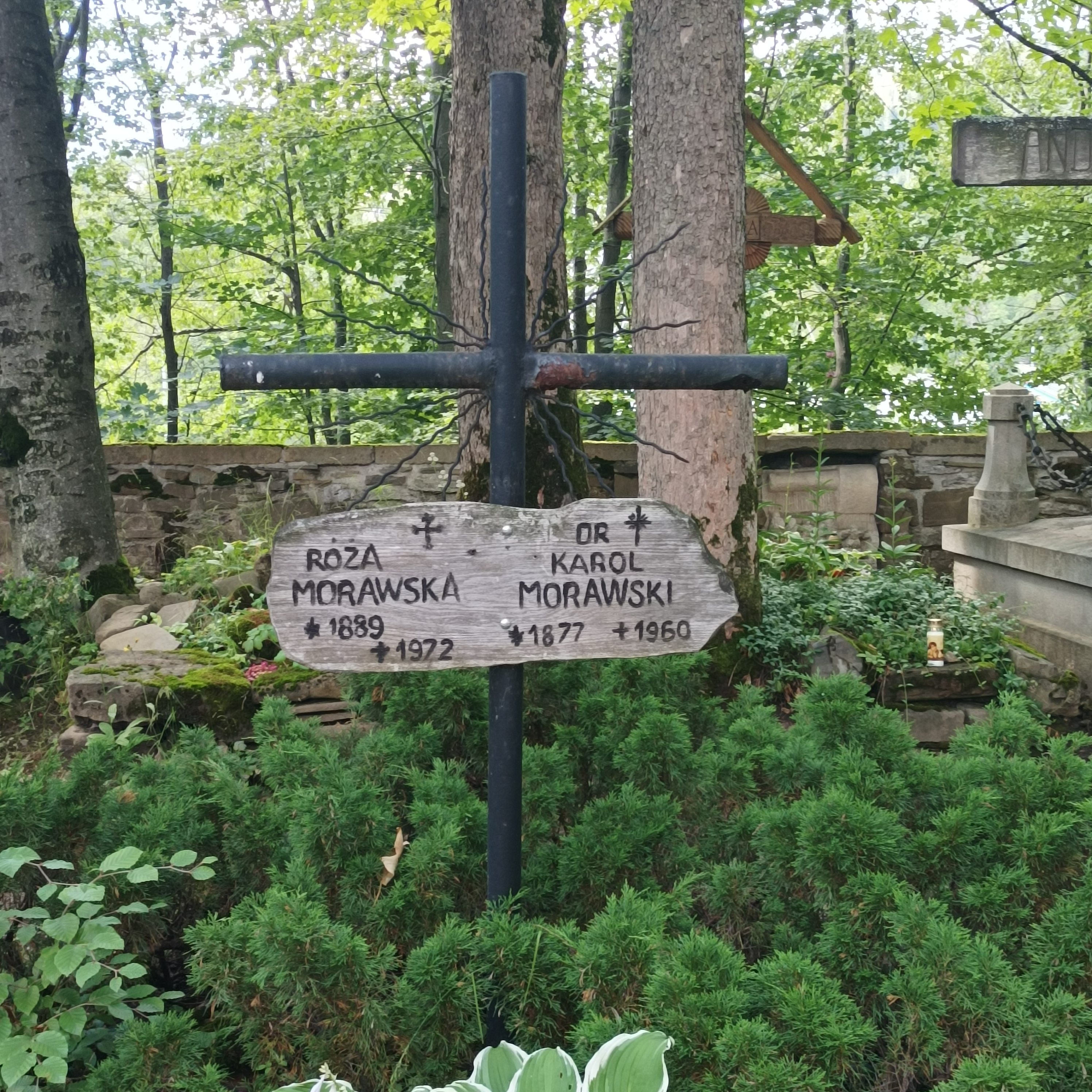
Grób dra Karola Morawskiego na Cmentarzu Zasłużonych na Pęksowym Brzyzku